# Verlengde vijfhoekige orthogonale koepelrotonde
Een verlengde vijfhoekige orthogonale koepelrotonde is in de meetkunde het johnsonlichaam J40. Deze ruimtelijke figuur kan worden geconstrueerd door een vijfhoekige koepel J5 en een vijfhoekige rotonde J6 met hun congruente grondvlakken op het grond- en bovenvlak van een decagonaal prisma te plaatsen. Hetzelfde geldt voor een verlengde gedraaide vijfhoekige koepelrotonde J41, maar het verschil is dat de koepel en de rotonde daarin 36° verschillend ten opzichte van elkaar zijn gedraaid.
De 92 johnsonlichamen werden in 1966 door Norman Johnson benoemd en beschreven.
- (en)  MathWorld. Elongated Pentagonal Orthocupolarotunda.